# フリート・フォクシーズ
フリート・フォクシーズ（Fleet Foxes）は、アメリカ合衆国シアトル出身のバンド。2006年にシアトルでフロントマンのロビン・ペックノールドが中心となり結成された。
2006年、EP『The Fleet Foxes』でデビュー。その後、2008年2月に2枚目のEP『サン・ジャイアント』を、同年6月にはデビュー・アルバム『フリート・フォクシーズ』を相次いでリリース。2011年には2作目のアルバム『ヘルプレスネス・ブルーズ』を発表する。2017年には3作目『クラック-アップ』をリリース。2020年には4作目となるアルバム『SHORE』をリリースした。

## 来歴

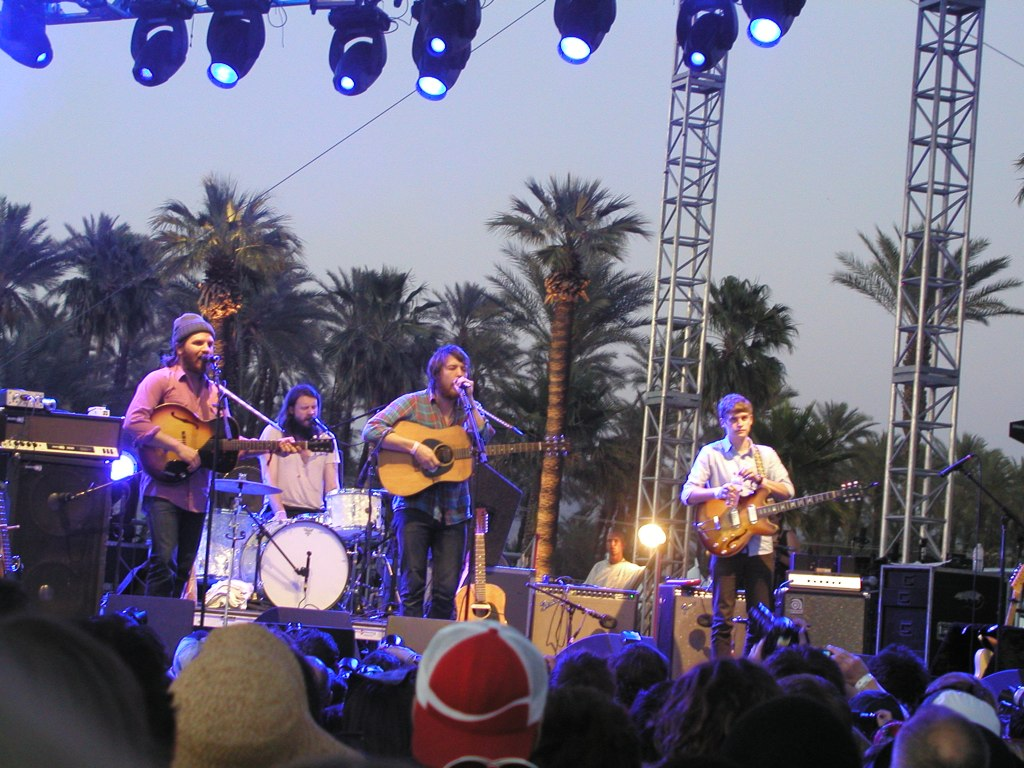
コーチェラで演奏するバンド（2009年）

2006年にシアトルでフロントマンのロビン・ペックノールドが中心となり結成された。本国ではニルヴァーナらを輩出した地元の名門インディー・レーベル「サブ・ポップ」と、ヨーロッパでは元コクトー・ツインズのサイモン・レイモンドが運営するレーベル「ベラ・ユニオン」と、それぞれ契約する。
2006年、デビューEP『The Fleet Foxes』をリリースする。
2008年2月、2枚目のEP『サン・ジャイアント』を、同年6月にはデビュー・アルバム『フリート・フォクシーズ』を相次いでリリースした。アコースティック中心のバンジョー、マンドリン、ピアノ、フルート等を取り入れた牧歌的サウンドが特徴。その壮大なサウンドと、美しいコーラス・ワークが、ビルボードやピッチフォーク・メディアを始めとする世界中のメディアからの高評価を受け、同年海外主要メディアの年間チャートにランクインした。
2011年、2作目のアルバム『ヘルプレスネス・ブルーズ』を発表する。
2017年、3作目のアルバム『クラック-アップ』をリリースした。
2020年にアンタイ・レコードと契約。9月22日、4枚目となるアルバム『SHORE』をデジタル・リリースした。フロントマンのロビン・ペックノールドはその声明で「こんにちは。55分間に15曲を詰め込んだフリート・フォクシーズの4枚目のアルバム『SHORE』が、秋分である9月22日にフルリリースされます。世界の状況が一変し、半分しかできていないアルバムがクローゼットのハードドライブに眠っていたこの4月に尋ねられていたら、アルバムは決してリリースされないだろうと答えていたでしょう。だから、この作品が今の形にまとまって、完成後すぐに皆さんに届けられることがとても嬉しいです」と述べている。

## メンバー
- ロビン・ペックノールド (Robin Pecknold) - ボーカル、ギター (2006年- )
- スカイラー・シェルセット (Skyler Skjelset) - ギター、マンドリン、ボーカル (2006年- )
- ケイシー・ウェスコット (Casey Wescott) - キーボード、マンドリン、ボーカル (2006年- )
- クリスティアン・ワーゴ (Christian Wargo) - ベース、ギター、ボーカル (2008年- )
- モーガン・ヘンダーソン (Morgan Henderson) - アップライトベース、ギター、木管楽器、ヴァイオリン、パーカッション (2010年- )

### 旧メンバー
- ブライアン・ラムセン (Bryn Lumsden) - ベース (2006年)
- クレイグ・カラン (Craig Curran) - ベース、ボーカル (2006年-2008年)
- ニック・ピーターソン (Nicholas Peterson) - ドラム、パーカッション、ボーカル (2006年-2008年)
- ジョシュ・ティルマン (Josh Tillman) - ドラム、ボーカル (2008年-2012年)

## ディスコグラフィ

### スタジオ・アルバム
| 年                                        | タイトル                                    | アルバム詳細 | チャート最高位 | チャート最高位 | チャート最高位 | チャート最高位 | チャート最高位 | チャート最高位 | チャート最高位 | チャート最高位 | チャート最高位 | チャート最高位 | 認定                          |
| 年                                        | タイトル                                    | アルバム詳細 | US             | AUS            | BEL            | CAN            | FRA            | GER            | NLD            | NOR            | SWE            | UK             | 認定                          |
| ----------------------------------------- | ------------------------------------------- | --- | -------------- | -------------- | -------------- | -------------- | -------------- | -------------- | -------------- | -------------- | -------------- | -------------- | ----------------------------- |
| 2008                                      | フリート・フォクシーズ Fleet Foxes          | - 発売日: 2008年6月3日 - レーベル: Bella Union, Sub Pop - フォーマット: CD, LP, cassette, digital download - 全米売上: 50万枚   | 36             | —              | 12             | —              | 78             | 51             | 39             | 14             | 16             | 3              | - US: ゴールド - UK: プラチナ |
| 2011                                      | ヘルプレスネス・ブルーズ Helplessness Blues | - 発売日: 2011年5月3日 - レーベル: Bella Union, Sub Pop - フォーマット: CD, LP, cassette, digital download - 全米売上: 34.8万枚 | 4              | 6              | 2              | 8              | 54             | 11             | 5              | 1              | 3              | 2              | - UK: ゴールド                |
| 2017                                      | クラック-アップ Crack-Up                    | - 発売日: 2017年6月16日 - レーベル: Nonesuch - フォーマット: CD, LP, digital download - 全米売上: 3.2万枚                       | 9              | 10             | 9              | 16             | 144            | 25             | 11             | 21             | 18             | 9              |                               |
| 2020                                      | SHORE Shore                                 | - 発売日: 2020年9月22日 - レーベル: ANTI- - フォーマット: デジタル                                                              | 139            | 89             | 29             | 81             | —              | 49             | 77             | —              | —              | 68             |                               |
| "—"は未発売またはチャート圏外を意味する。 |                                             | |                |                |                |                |                |                |                |                |                |                |                               |

### ライブ・アルバム
- A Very Lonely Solstice (2021年)

### EP
- The Fleet Foxes (2006年)
- 『サン・ジャイアント』 - Sun Giant (2008年) ※全米176位。日本盤はファースト・アルバムに追加収録

### コンピレーション・アルバム
- 『ファースト・コレクション (2006-2009)』 - First Collection 2006–2009 (2018年)

## 来日公演
- 2012年
  - 1月17日 大阪 BIG CAT
  - 1月18日 愛知 名古屋 CLUB QUATTRO
  - 1月20日 東京 STUDIO COAST
- 2018年
  - 1月18日 東京 ZEPP DiverCity Tokyo
  - 1月19日 大阪 BIG CAT